# Barichneumon obsoletorius
Barichneumon obsoletorius là một loài tò vò trong họ Ichneumonidae.